# Lentidi
Lentidi (en llatí Lentidius) era un dels líders de les milícies organitzades per Publi Clodi Pulcre amb esclaus i gladiadors al gener del 57 aC. Encapçalava un grup d'atacants quan Publi Sexti, tribú de la plebs, va ser assaltat i deixat per mort al temple de Càstor, al fòrum.